# Північна Родезія
Півні́чна Роде́зія — терен у Південній та Центральній Африці, адміністративно утворено в 1911 році. Здобула незалежність в 1964 році як Замбія.
Спочатку адміністрування терену здійснювалося Британською Південно-Африканською компанією. У 1911 році було об'єднано у Північно-Західну Родезію і Північно-Східну Родезію. З 1924 року край перебував у віданні британського уряду як офіційний британський протекторат.
Географічно, проте не політично, термін «Родезія» відносився до області теперішніх Замбії і Зімбабве. З 1964 року — тільки до колишньої Південної Родезії.

## Історія
Назва «Родезія» походить від імені Сесіль Джон Родс, британського бізнесмена, який був провідною фігурою в розширенні британських володінь на північ від річки Лімпопо в південній та центральній Африці. Родс розширив британський вплив у регіоні, здобувши право користування надрами від тубільних вождів за сумнівних обставин. Він прагнув розширити Британську імперію на північ, аж до Каїра, якщо це можливо. Він відрядив європейських поселенців на терен, який став пізніше Південною Родезією, і фінансував британські експедиції за включення терену на північ від Замбезі в британську сферу впливу.
Британці на час загарбання терену Північної Родезії вже підкорили Ньясаленд і Міністерство зі справ колоній Великої Британії відрядило Гаррі Джонстона управляти цим краєм як протекторатом Британська Центральна Африка. Родс послав емісарів Джозеф Томсон, Френк Елліотт Лохнер і Альфред Шарп (знову ж) укладати договори з керівниками в районі на захід від Ньясаленду. У 1890 році, король Баротселенду Леваніка підписав договір з Великою Британією про протекцію краю на сході до Ньясаленду і Катанга і озеро Танганьїка на півночі під адміністрацією Південно-Африканської компанії (BSAC), управлялося як дві різні одиниці, Північно-Західна Родезія і Північно-Східна Родезія. Новітньо надбанні терени, адмініструвались методом віддаленого управління і не мали на меті колонізацію білими поселенцями. У 1895 році Родс замовив дослідити американця Фредерик Рассел Бернхем наявність корисних копалин і шляхи поліпшення річкового судноплавства в регіоні, який виявив великі родовища міді уздовж річки Кафуе. У 1911 році BSAC об'єднало два терени у «Північну Родезію»

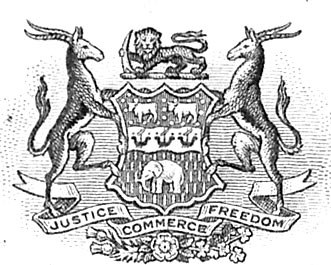
Герб Британської Південно-Африканської кампанії

BSAC проклало Родезійську залізницю від Булавайо через Лівінгстон і Бельгійське Конго в 1904 — 1909  роках, що обслуговувала копальні в Брокен-Хілл і Катанга і прямувала через Мозамбік до Індійського океану. Тим не менш, на той час компанія не була інформована про мінеральні копалини Купербелт і розглядалася, як резервуар трудових мігрантів для Південної Родезії. Тому Північна Родезія привернула невелику кількість білих переселенців, на відміну від свого південного сусіда.
У 1916  році Британська Південно-Африканська компанія спробувала об'єднати адміністрацію двох Родезійський територій, але спроба провалилися через протидію з боку колоністів Південної Родезії, які не бажали взяти на себе відповідальність за більш нерозвинену область, а також практику у Північній Родезії використання африканців на адміністративних посадах через відсутність європейських поселенців.
З 1923 року Північна Родезія  передана під адміністпування британського уряду, проте Британська Південно-Африканська компанія зберегла право власності на великі райони корисних копалин і нерухомість. Було також вирішено, що половина доходів від продажу земельних ділянок в колишній Північно-Західній Родезії піде в бюджет компанії. 1 квітня 1924 року, Герберт Стенлі був призначений губернатором і Північна Родезія стала офіційним протекторатом Великої Британії, зі столицею в місті Лівінгстон. Столиця була перенесена в Лусаку в 1935 році.
У 1928 році були зроблені важливі відкриття в регіоні Купербелт — величезні мідні поклади, перетворюючи Північну Родезію у перспективний край для білих фермерів і мідного експорту. Вже в 1938 році, Північна Родезія виробляла 13 % світової міді. Гірнича промисловість відразу була монополізована Anglo American Corporation (AAC, США) й Rhodesian Selection Trust (RST, ПАР), що контролювали сектор до незалежності.
Погані умови безпеки і підвищення податків призвело до страйку африканських шахтарів в 1935 році, відомого як Купербелт страйк. Страйк було придушено владою, вбивши 13 шахтарів.
Під час Другої світової війни, розуміючи важливість своєї продукції для війни, біли шахтарі ще раз розпочали страйк в 1940 році, який було підтримано африканцями.
У 1953 році, Північна Родезія була об'єднана з Ньясалендом (наразі Малаві), за для утворення Федерації Родезії і Ньясаленду. Північна Родезія була головною причиною руйнації федерації. В основі суперечки були наполегливі вимоги африканців для ширшої участі в державних справах і європейських страхів втратити політичний контроль.
В жовтні, грудні 1962 відбулися вибори, що привели до влади африканську більшість у парламенті. Парламент прийняв резолюцію, що декларує відокремлення Північної Родезії від федерації та вимагала повне внутрішнє самоврядування за новою конституцією і нового національного зібрання на основі ширшого, демократичного виборчого права. Станом на 31 грудня 1963 року, федерація була скасована, і Північна Родезія стала Республікою Замбія 24 жовтня 1964.

## Нотатки
1. ↑  Попри те, що була протекторатом, офіційна назва була просто Північна Родезія.